# 迫井深也
迫井 深也（さこい しんや、1977年5月8日 - ）は、広島県出身のサッカー指導者、元プロサッカー選手。現Jリーグ・サンフレッチェ広島トップチームコーチ。

## 来歴
順天堂大学で主将を務め、2000年にJ1昇格初年度を控えるFC東京へ入団。大卒即戦力ルーキーとしてFW戸田光洋と共に期待されての入団であった。しかしJ1を戦うFC東京ではレギュラー獲得には至らず、J2への期限付き移籍も経験。レンタル先では、2001年・2002年には横浜FCでセンターバックとしてフル回転し、2004年にはモンテディオ山形で右サイドバックのレギュラーをつかみ実力を発揮したが、レンタルから復帰したJ1の舞台では「貴重なバックアッパー」の域を脱する事が出来なかった。
2005年限りで現役を引退。2006年からFC東京の普及部コーチに就任し、ジュニア年代の指導にあたった。
2011年から、地元広島県のサンフレッチェ広島に加入しコーチを務めている。
2022年、サンフレッチェ広島トップチームのヘッドコーチに就任。新監督に就任したミヒャエル・スキッベが新型コロナウイルスによる新規入国停止措置のため来日見通しが立たない状況になったため、同年2月19日のJ1開幕節から指揮を執った。

## 所属クラブ
- 広島高陽フットボールクラブ (広島市立落合小学校)
- 1990年 - 1992年 広島大河フットボールクラブ (広島市立口田中学校)
- 1993年 - 1995年 静岡県立清水東高等学校
- 1996年 - 1999年 順天堂大学
- 2000年 - 2005年  FC東京
  - 2001年 - 2002年  横浜FC (期限付き移籍)
  - 2004年  モンテディオ山形 (期限付き移籍)

## 個人成績
| 国内大会個人成績 | 国内大会個人成績 | 国内大会個人成績 | 国内大会個人成績 | 国内大会個人成績 | 国内大会個人成績 | 国内大会個人成績 | 国内大会個人成績 | 国内大会個人成績 | 国内大会個人成績 | 国内大会個人成績 | 国内大会個人成績 |
| 年度             | クラブ           | 背番号           | リーグ           | リーグ戦         | リーグ戦         | リーグ杯         | リーグ杯         | オープン杯       | オープン杯       | 期間通算         | 期間通算         |
| 年度             | クラブ           | 背番号           | リーグ           | 出場             | 得点             | 出場             | 得点             | 出場             | 得点             | 出場             | 得点             |
| 日本             | 日本             | 日本             | 日本             | リーグ戦         | リーグ戦         | リーグ杯         | リーグ杯         | 天皇杯           | 天皇杯           | 期間通算         | 期間通算         |
| ---------------- | ---------------- | ---------------- | ---------------- | ---------------- | ---------------- | ---------------- | ---------------- | ---------------- | ---------------- | ---------------- | ---------------- |
| 1996             | 順大             |                  | -                | -                | -                | -                | -                | 1                | 0                | 1                | 0                |
| 1997             | 順大             |                  | -                | -                | -                | -                | -                | 3                | 0                | 3                | 0                |
| 1999             | 順大             | 4                | -                | -                | -                | -                | -                | 3                | 0                | 3                | 0                |
| 2000             | FC東京           | 25               | J1               | 4                | 0                | 2                | 0                | 1                | 0                | 7                | 0                |
| 2001             | FC東京           | 20               | J1               | 0                | 0                | 0                | 0                | -                | -                | 0                | 0                |
| 2001             | 横浜FC           | 27               | J2               | 17               | 0                | -                | -                | 4                | 0                | 21               | 0                |
| 2002             | 横浜FC           | 24               | J2               | 42               | 0                | -                | -                | 3                | 0                | 45               | 0                |
| 2003             | FC東京           | 4                | J1               | 0                | 0                | 0                | 0                | 0                | 0                | 0                | 0                |
| 2004             | 山形             | 5                | J2               | 24               | 0                | -                | -                | 2                | 0                | 26               | 0                |
| 2005             | FC東京           | 25               | J1               | 4                | 0                | 0                | 0                |                  |                  |                  |                  |
| 通算             | 日本             | 日本             | J1               | 8                | 0                | 2                | 0                |                  |                  |                  |                  |
| 通算             | 日本             | 日本             | J2               | 83               | 0                | -                | -                | 9                | 0                | 92               | 0                |
| 通算             | 日本             | 日本             | 他               | -                | -                | -                | -                | 7                | 0                | 7                | 0                |
| 総通算           | 総通算           | 総通算           | 総通算           | 91               | 0                | 2                | 0                |                  |                  |                  |                  |

## 代表・選抜歴
- U-18日本代表
- 1995年 - 国民体育大会サッカー競技静岡県選抜
  - 第50回国民体育大会
- 1999年 - ユニバーシアード代表
  - 第20回夏季ユニバーシアード

## 指導歴
- 2006年 - 2010年 FC東京
  - 2006年 - 2009年 普及部コーチ
  - 2010年 U-15深川 コーチ
- 2011年 - サンフレッチェ広島
  - 2011年 - 2014年 ジュニアユース コーチ
  - 2015年 - 2017年 ジュニアユース 監督
  - 2018年 - 2021年 トップチーム コーチ
  - 2022年 - トップチーム ヘッドコーチ

## タイトル

### 個人
- 国民体育大会サッカー競技優秀選手 (1995年)
- 関東大学サッカーリーグ戦ベストイレブン (1998年、1999年)